# Hofheim (Lampertheim)
Hofheim ist der nach Einwohnerzahl größte Stadtteil von Lampertheim und liegt, wie auch die etwa acht Kilometer entfernte Kernstadt, im südhessischen Ried. Wie zahlreiche Funde vermuten lassen, wurde der Ort wahrscheinlich im 5. bis 6. Jahrhundert von den Franken gegründet. Umgeben von landwirtschaftlich genutzten Flächen, die nur von wenigen Feldholzinseln unterbrochen werden, zeigt sich Hofheim heute als eine ruhige Wohngemeinde.
Herausragende Sehenswürdigkeit des Orts ist die von Balthasar Neumann erbaute katholische Pfarrkirche St. Michael aus dem 18. Jahrhundert.

## Geographie
Hofheim liegt in der Oberrheinischen Tiefebene rechtsrheinisch im südhessischen Landkreis Bergstraße. Die nächstgelegene größere Stadt ist das etwa vier Kilometer südwestlich gelegene Worms. Nachbarorte sind Nordheim, Wattenheim (beide im Norden), Biblis (Nordosten), Bobstadt (Osten), Bürstadt (Südosten), Rosengarten und Worms (beide im Südwesten). Mannheim ist als nächstgelegene Großstadt etwa 20 Kilometer entfernt, bis Frankfurt am Main sind es 55 Kilometer. Erwähnenswert ist die periphere Lage Hofheims zur Kernstadt Lampertheim, weshalb zahlreiche zentrale Dienste von der Bevölkerung eher in Worms oder Bürstadt in Anspruch genommen werden.

## Geschichte

### Ortsgeschichte
Hervorgegangen ist Hofheim vermutlich aus einer fränkischen Gründung. Vieles deutet auf einen herrschaftlichen Hof an dieser Stelle. Die erste urkundliche Erwähnung datiert aus dem Jahr 991, als das Dorf mit dem Namen Hovenheim in den Aufzeichnungen des Klosters Weißenburg auftaucht. Der Hofheimer Besitz umfasste vier Hufen (Huben) Salland, d. h. die Fläche des Herrschaftshofes in Hofheim, eine Kirche mit einem Zehnt, einem Forst und 24 Hörigenhufen. Ab dem frühen 11. Jahrhundert ist der Bischof von Worms als Grundherr anzunehmen. Mit der Steiner Pfandschaft kam Hofheim im Jahre 1354 an die Grafen von Sponheim und 1387 an die Kurpfalz.
In den Anfängen der Reformation sympathisierten die pfälzischen Herrscher offen mit dem lutherischen Glauben, aber erst unter Ottheinrich, Kurfürst von 1556 bis 1559, erfolgte der offizielle Übergang zur lutherischen Lehre. Wie die gesamte Region dürfte auch Hofheim stark unten den Folgen des Dreißigjährigen Kriegs (1618 bis 1648) gelitten haben. An der Bergstraße und im Hessischen Ried waren weite Gebiete außerhalb der befestigten Städte vollständig entvölkert. Bereits 50 Jahre nach Ende des Dreißigjährigen Krieges hatte die Region erneut schwer unter Kriegsfolgen zu leiden, als Frankreich versuchte, seine Grenzen nach Osten zu verschieben. Erst mit dem Frieden von Rijswijk 1697 zogen sich die Franzosen hinter den Rhein zurück.
1705 kamen Burg und Amt Stein, und mit ihr Hofheim, im Tausch mit der Kellerei Hemsbach von der Kurpfalz zum Hochstift Worms. Dort wurde es in das Amt Lampertheim eingegliedert.
Mit dem „Reichsdeputationshauptschluss“ vom 25. Februar 1803 wurde das Hochstift Worms aufgelöst und das Amt Lampertheim und damit Hofheim kam zur Landgrafschaft Hessen-Darmstadt. Während der Napoleonischen Kriege entstand unter Druck Napoleons 1806 das Großherzogtum Hessen, in dem die Landgrafschaft Hessen-Darmstadt aufging.
In Hessen wurde am 3. Juli 1933 das „Gesetz zur Durchführung von Feldbereinigung zum Zwecke der Arbeitsbeschaffung im Zuge der Riedmelioration“ erlassen. In 13 Gemeinden der Provinz Starkenburg, darunter Hofheim, wurde das Feldbereinigungsverfahren auf einer Fläche von 200.000 ha angeordnet. Im Verlauf dieses Meliorations- und Siedlungsprogramms entstanden die beiden Orte Riedrode und Worms-Rosengarten.
In den ersten Stunden des 26. März 1945 überquerten amerikanische Truppen bei Hamm und südlich von Worms den Rhein. Die bei Worms übergesetzten Kräfte nahmen noch in der Nacht die Ortschaft Rosengarten in Besitz und rückten in drei Richtungen vor. Richtung Norden besetzten sie am Morgen Hofheim und zerstörten einen in der Nähe befindlichen Eisenbahn-Flakzug.
Hessische Gebietsreform (1970–1977)
Im Zuge der Hessischen Gebietsreform wurde Hofheim am 1. Oktober 1971 in die Stadt Lampertheim eingemeindet.

### Historische Beschreibungen
Die Historisch-topographisch-statistische Beschreibung des Fürstenthums Lorsch, oder Kirchengeschichte des Oberrheingaues berichtet 1812 über Hofheim (bei Worms) unter dem Abschnitt Das Bensheimer Landkapitel:

„Hofheim (bei Worms) und unweit Biblis, ist nicht minder ein alter Pfarrort, der in älteren Zeiten, und noch im 16ten Jahrhundert zur Mainzer Diözese und ins Bensheimer Landkapitel gehörte, und in dem Synodalregister bei Würdtwein ausdrücklich vorkömmt. Vermög dieses Synodalregister besaß das Kollegiatstift zu Neuhausen bei Worms diese Pfarrei, welches dieselbe durch einen Plebanum verwalten ließ. Jenes uralte Kollegiatstift wurde 1562 von dem Kurfürsten Friedrich III. von der Pfalz eingezogen und in ein Gymnasium illustre verwandelt, wodurch das Patronatrecht von Hofheim an Kurpfalz kam. Als aber im Jahr 1706 das Dorf Neuhausen selbst von Kurpfalz an das Hochstift Worms abgetretten worden, so kam auch das Patronatrecht der Pfarrei Hofheim an besagtes Hochstift. Ob damals, oder schon vorher die Pfarrei Hofheim aus dem Erzstifte Mainz in die Wormser Diözese überging, kann ich nicht sagen, wahrscheinlich geschah solches damals, als die Kellerei Stein, wozu auch Hofheim gehörte, von Kurpfalz dem Hochstifte Worms, gegen die Kellerei Hemsbach, ganz überlassen wurde (im Jahre 1705 nämlich). Als Filialen zählt dermalen die Pfarrei Hofheim die Orte Nordheim und Bobstadt. Vormals gehörte auch die Kellerei oder die Veste Stein (Zullestein) dazu.
[…]
Ums Jahr 1555 scheint die Reformation in diesen Orten eingeführt worden zu sein, und wohnte noch im Jahr 1632 ein refermirter Pfarrer zu Wattenheim der auch Nordheim besorgte. Als Wattenheim bald darauf wieder zur katholischen Lehre zurückkehrte, kam der reformirte Pfarrer nach Nordheim zu wohnen und erhielt Hofheim und Bobstadt zu Filialen. Dagegen erhielt der katholische Pfarrer zu Hofheim die Katholischen in Nordheim und Bobstadt zu Filialisten, wobei es bis izt geblieben ist. In dem Rezesse von 1705 ist es genau bestimmt, wie es mit dem Religions-Exercitio in der Kellerei Stein, sowohl als in der Kellerei Hemsbach gehalten werden soll.“

Die Statistisch-topographisch-historische Beschreibung des Großherzogthums Hessen berichtet 1829 über Hofheim:

„Hofheim (L. Bez. Heppenheim) kath. Pfarrdorf, liegt 4 St, von Heppenheim und hat 182 Häuser und 1197 Einw., unter diesen befinden sich 814 Evangel. Protest., 372 Kath., und 11 Juden. Hier wird viel Tabak gebaut. Hofheim ist ein alter Ort. Das Kollegiatstift zu Neuhausen bei Worms besaß die Pfarrei. Bei Aufhebung dieses Stifts 1565 kam das Patronatrecht von Hofheim an Churpfalz. Nachdem aber Churpfalz das Dorf Neuhausen 1706 an das Hochstift (Worms) abgetreten hatte, kam auch das Patronat an dieses Stift. Endlich kam 1802 Hofheim von dem Bisthum Worms an Hessen.“

und
»Rinnenwörth (L. Bez. Heppenheim) Rheinau, gehört zu Hofheim, besteht aus Wiesen und einer Weiden-Anlage und ist herrschaftlich. «
sowie
»Carlsau (L. Bez. Heppenheim) Rheinau, gehört zu Hofheim, bestehe aus einer Weiden-Anlage und ist herrschaftlich.«
Im Neuestes und gründlichstes alphabetisches Lexicon der sämmtlichen Ortschaften der deutschen Bundesstaaten von 1845 heißt es:

„Hofheim bei Heppenheim. – Dorf mit kathol. Pfarrkirche, hinsichtlich der Evangel. zur Pfarrei Nordheim gehörig. – 182 H. 1197 E. (incl. 11 Juden). – Großherzogth. Hessen. – Prov. Starkenburg. – Kreis Bensheim. – Landgericht Lorsch. – Hofgericht Darmstadt. – Das Dorf Hofheim, ein alter Ort, ist im J. 1802 von dem Bisthume Worms an Hessen abgetreten worden.“

### Verwaltung und Gerichte
Unter Wormser Hoheit wurden Verwaltung und Gerichtsbarkeit über den Ort durch das „Amt Lampertheim“ und die „Amtskellerei Stein“ des Fürstentums Worms ausgeübt.
Nachdem der Reichsdeputationshauptschluss von 1803 das Fürstentum Worms aufgelöst uns das „Amt Lampertheim“ der Landgrafschaft Hessen-Darmstadt zugewiesen hatte, wurden es dort vorerst als hessisches Amt weitergeführt. Die Landgrafschaft Hessen-Darmstadt ging 1806 in dem unter dem Druck Napoléons zustande gekommenen Großherzogtum Hessen auf. Die Übergeordnete Verwaltungsbehörde war der „Regierungsbezirk Darmstadt“ der ab 1803 auch als „Fürstentum Starkenburg“ bezeichnet wurde.
1821 wurden im Rahmen einer umfassenden Verwaltungsreform die Amtsvogteien in den Provinzen Starkenburg und Oberhessen des Großherzogtums aufgelöst und Landratsbezirke eingeführt, wodurch Hofheim zum Landratsbezirk Heppenheim kam. Diese Reform ordnete auch die Verwaltung auf Gemeindeebene neu. So war die Bürgermeisterei in Hofheim auch für Bobstadt zuständig. Entsprechend der Gemeindeverordnung vom 30. Juni 1821 gab es einen gewählten Ortsvorstand, der sich aus Bürgermeister, Beigeordneten und Gemeinderat zusammensetzte, staatliche Schultheißen wurden nicht mehr eingesetzt.
1832 wurden Kreise geschaffen. Nach der am 20. August 1832 bekanntgegebenen Neugliederung sollte es in Süd-Starkenburg künftig nur noch die Kreise Bensheim und Lindenfels geben; der Landratsbezirk von Heppenheim sollte in den Kreis Bensheim fallen. Noch vor dem Inkrafttreten der Verordnung zum 15. Oktober 1832 wurde diese aber dahingehend revidiert, dass statt des Kreises Lindenfels neben dem Kreis Bensheim der Kreis Heppenheim als zweiter Kreis gebildet wurde, dabei wurde Hofheim dem Kreis Bensheim zugeordnet.
Am 31. Juli 1848 die Kreise und die Landratsbezirke des Großherzogtums abgeschafft und durch „Regierungsbezirke“ ersetzt, wobei die bisherigen Kreise Bensheim und Heppenheim zum Regierungsbezirk Heppenheim vereinigt wurden. Bereits vier Jahre später, im Laufe der Reaktionsära, kehrte man aber zur Einteilung in Kreise zurück. Hofheim wurde jetzt dem Kreis Heppenheim zugeordnet.
1842 wurde das Steuersystem im Großherzogtum reformiert und der Zehnte und die Grundrenten (Einnahmen aus Grundbesitz) wurden durch ein Steuersystem ersetzt, wie es in den Grundzügen heute noch existiert.
Die im Dezember 1852 aufgenommenen Bevölkerungs- und Katasterlisten ergaben für Hofheim: Katholisches Pfarrdorf mit 1484 Einwohnern. Die Gemarkung besteht aus 4960 Morgen, davon 3790 Morgen Ackerland, 921 Morgen Wiesen und 62 Morgen Wald.
In den Statistiken des Großherzogtums Hessen wurden, bezogen auf Dezember 1867, für Hofheim mit eigener Bürgermeisterei, 225 Häuser, 1284 Einwohnern, der Kreis Heppenheim, das Landgericht Lorsch, die evangelisch Pfarrei Hofheim des Dekanats Zwingenberg und die katholische Pfarrei Hofheim des Dekanats Bensheim, angegeben.
1874 wurde eine Anzahl von Verwaltungsreformen beschlossen. So wurden die landesständige Geschäftsordnung sowie die Verwaltung der Kreise und Provinzen durch Kreis- und Provinzialtage geregelt. Die Neuregelung trat am 12. Juli 1874 in Kraft und verfügte auch die Auflösung der Kreise Lindenfels und Wimpfen und die Eingliederung von Hofheim in den Kreis Bensheim.
Die hessischen Provinzen Starkenburg, Rheinhessen und Oberhessen wurden 1937 nach der 1936 erfolgten Auflösung der Provinzial- und Kreistage aufgehoben. Zum 1. November 1938 trat dann eine umfassende Gebietsreform auf Kreisebene in Kraft. In der ehemaligen Provinz Starkenburg war der Kreis Bensheim besonders betroffen, da er aufgelöst und zum größten Teil dem Kreis Heppenheim zugeschlagen wurde. Der Kreis Heppenheim übernahm auch die Rechtsnachfolge des Kreises Bensheim und erhielt den neuen Namen Landkreis Bergstraße.
Im Jahr 1961 wurde die Gemarkungsgröße mit 1394 ha angegeben.
Im Zuge der Gebietsreform in Hessen wurden am 1. Oktober 1971 die bis dahin selbstständigen Gemeinden Hofheim und Rosengarten auf freiwilliger Basis als Stadtteile nach Lampertheim eingemeindet. Für beide Stadtteile wurden Ortsbezirke mit Ortsbeirat und Ortsvorsteher nach der Hessischen Gemeindeordnung gebildet.
Gerichte in Hessen
Mit Bildung der Landgerichte im Großherzogtum Hessen war ab 1821 das Landgericht Lorsch das in erster Instanz zuständige Gericht. Nach Umsetzung des Gerichtsverfassungsgesetzes im Großherzogtum mit Wirkung vom 1. Oktober 1879 wurden die bisherigen Landgerichte durch Amtsgerichte an gleicher Stelle ersetzt, während die neu geschaffenen Landgerichte nun als Obergerichte fungierten. In Hofheim war nun das Amtsgericht Lorsch zuständig, das im Bezirk des Landgerichts Darmstadt lag. Am 1. Oktober 1934 wurde das Amtsgericht Lorsch aufgelöst und aus dem Bezirk des Amtsgerichts der Ort Hofheim dem Amtsgericht Worms, der Ort Bobstadt und die Stadt Bürstadt dem Amtsgericht Lampertheim und mit Hofheim die restlichen Orte dem Amtsgericht Bensheim zugeteilt.

### Verwaltungsgeschichte im Überblick
Die folgende Liste zeigt die Staaten und Verwaltungseinheiten, denen Hofheim angehört(e):
- vor 1803: Heiliges Römisches Reich, Hochstift Worms, Amt Lampertheim, Amtskellerei Stein
- ab 1803: Heiliges Römisches Reich, Landgrafschaft Hessen-Darmstadt,[Anm. 2] Fürstentum Starkenburg, Amt Lampertheim
- ab 1806: Großherzogtum Hessen,[Anm. 3] Fürstentum Starkenburg, Amt Lampertheim[23]
- ab 1815: Großherzogtum Hessen[Anm. 4], Provinz Starkenburg, Amt Lampertheim
- ab 1821: Großherzogtum Hessen, Provinz Starkenburg, Landratsbezirk Heppenheim[Anm. 5]
- ab 1832: Großherzogtum Hessen, Provinz Starkenburg, Kreis Bensheim
- ab 1848: Großherzogtum Hessen, Regierungsbezirk Heppenheim
- ab 1852: Großherzogtum Hessen, Provinz Starkenburg, Kreis Heppenheim
- ab 1871: Deutsches Reich, Großherzogtum Hessen, Provinz Starkenburg, Kreis Heppenheim
- ab 1874: Deutsches Reich, Großherzogtum Hessen, Provinz Starkenburg, Kreis Bensheim
- ab 1918: Deutsches Reich, Volksstaat Hessen, Provinz Starkenburg, Kreis Bensheim
- ab 1938: Deutsches Reich (Weimarer Republik), Volksstaat Hessen, Landkreis Bergstraße[24][Anm. 6]
- ab 1945: Amerikanische Besatzungszone,[Anm. 7] Groß-Hessen, Regierungsbezirk Darmstadt, Landkreis Bergstraße
- ab 1946: Amerikanische Besatzungszone, Land Hessen, Regierungsbezirk Darmstadt, Landkreis Bergstraße
- ab 1949: Bundesrepublik Deutschland, Land Hessen, Regierungsbezirk Darmstadt, Landkreis Bergstraße
- ab 1971: Bundesrepublik Deutschland, Land Hessen, Regierungsbezirk Darmstadt, Landkreis Bergstraße, Stadt Lampertheim[Anm. 8]

## Bevölkerung

### Einwohnerstruktur 2011
Nach den Erhebungen des Zensus 2011 lebten am Stichtag dem 9. Mai 2011 in Hofheim 4929 Einwohner. Darunter waren 261 (5,3 %) Ausländer. Nach dem Lebensalter waren 744 Einwohner unter 18 Jahren, 1911 zwischen 18 und 49, 1167 zwischen 50 und 64 und 1107 Einwohner waren älter. Die Einwohner lebten in 2175 Haushalten. Davon waren 588 Singlehaushalte, 726 Paare ohne Kinder und 636 Paare mit Kindern, sowie 183 Alleinerziehende und 42 Wohngemeinschaften. In 513 Haushalten lebten ausschließlich Senioren und in 1377 Haushaltungen lebten keine Senioren.

### Einwohnerentwicklung
| • 1806: | 962 Einwohner, 151 Häuser  |
| • 1829: | 1197 Einwohner, 182 Häuser |
| • 1867: | 1297 Einwohner, 227 Häuser |

| Hofheim: Einwohnerzahlen von 1806 bis 2021 | Hofheim: Einwohnerzahlen von 1806 bis 2021 | Hofheim: Einwohnerzahlen von 1806 bis 2021 | Hofheim: Einwohnerzahlen von 1806 bis 2021 | Hofheim: Einwohnerzahlen von 1806 bis 2021 |
| --- | ------------------------------------------ | ------------------------------------------ | ------------------------------------------ | ------------------------------------------ |
| Jahr |                                            |                                            |                                            | Einwohner                                  |
| 1806 | 1806                                       |                                            | 962                                        | 962                                        |
| 1829 | 1829                                       |                                            | 1.197                                      | 1.197                                      |
| 1834 | 1834                                       |                                            | 1.205                                      | 1.205                                      |
| 1840 | 1840                                       |                                            | 1.326                                      | 1.326                                      |
| 1846 | 1846                                       |                                            | 1.468                                      | 1.468                                      |
| 1852 | 1852                                       |                                            | 1.484                                      | 1.484                                      |
| 1858 | 1858                                       |                                            | 1.514                                      | 1.514                                      |
| 1864 | 1864                                       |                                            | 1.358                                      | 1.358                                      |
| 1871 | 1871                                       |                                            | 1.403                                      | 1.403                                      |
| 1875 | 1875                                       |                                            | 1.345                                      | 1.345                                      |
| 1885 | 1885                                       |                                            | 1.447                                      | 1.447                                      |
| 1895 | 1895                                       |                                            | 1.582                                      | 1.582                                      |
| 1905 | 1905                                       |                                            | 1.955                                      | 1.955                                      |
| 1910 | 1910                                       |                                            | 2.106                                      | 2.106                                      |
| 1925 | 1925                                       |                                            | 2.661                                      | 2.661                                      |
| 1939 | 1939                                       |                                            | 2.841                                      | 2.841                                      |
| 1946 | 1946                                       |                                            | 3.629                                      | 3.629                                      |
| 1950 | 1950                                       |                                            | 4.075                                      | 4.075                                      |
| 1956 | 1956                                       |                                            | 4.203                                      | 4.203                                      |
| 1961 | 1961                                       |                                            | 4.479                                      | 4.479                                      |
| 1967 | 1967                                       |                                            | 4.882                                      | 4.882                                      |
| 1970 | 1970                                       |                                            | 5.023                                      | 5.023                                      |
| 1980 | 1980                                       |                                            | ?                                          | ?                                          |
| 1990 | 1990                                       |                                            | ?                                          | ?                                          |
| 2000 | 2000                                       |                                            | ?                                          | ?                                          |
| 2011 | 2011                                       |                                            | 4.929                                      | 4.929                                      |
| 2015 | 2015                                       |                                            | 5.219                                      | 5.219                                      |
| 2021 | 2021                                       |                                            | 5.743                                      | 5.743                                      |
| Datenquelle: Historisches Gemeindeverzeichnis für Hessen: Die Bevölkerung der Gemeinden 1834 bis 1967. Wiesbaden: Hessisches Statistisches Landesamt, 1968. Weitere Quellen: LAGIS; Zensus 2011; 2015; 2021 |                                            |                                            |                                            |                                            |

### Historische Religionszugehörigkeit
| • 1829: | 814 evangelische (= 68,00 %), 11 jüdische (= 0,92 %) und 372 katholische (= 31,08 %) Einwohner |
| • 1961: | 2610 evangelische (= 58,27 %), 1758 katholische (= 39,25 %) Einwohner                          |

## Politik
Für Hofheim besteht ein Ortsbezirk (Gebiete der ehemaligen Gemeinde Hofheim mit ehemals gemeindefreien Gebiet Wehrzollhaus) mit Ortsbeirat und Ortsvorsteher nach der Hessischen Gemeindeordnung.
Der Ortsbeirat besteht aus neun Mitgliedern. Seit den Kommunalwahlen 2021 gehören ihm zwei Mitglieder der SPD, fünf Mitglieder der CDU und zwei Mitglieder der Bürgergemeinschaft Hofheim (BGH) an. Ortsvorsteher ist Alexander Scholl (CDU).

## Gemeindepartnerschaften
Mit folgenden Gemeinden bestehen Partnerschaftsabkommen:
- Dieulouard
- Meymac

## Kultur und Sehenswürdigkeiten

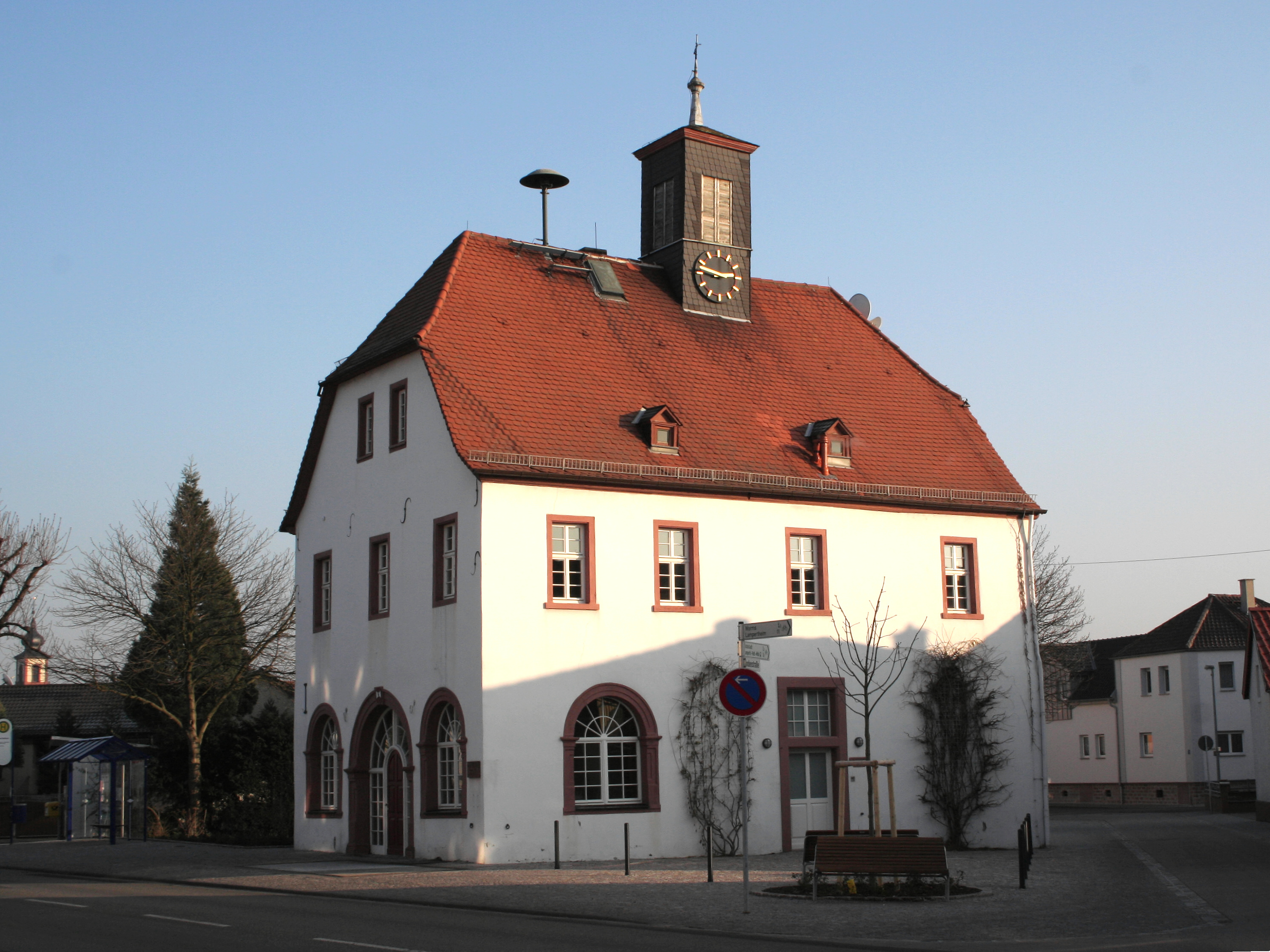
Das alte Rathaus von Hofheim

### Bauwerke

#### Das alte Rathaus
Das so genannte Alte Rathaus in Hofheim entstand Anfang des 18. Jahrhunderts. Der Schlussstein über dem großen Torbogen trägt die Jahreszahl 1711.
Das Gebäude beherbergte seit dem, unter anderem, den Sitz der Gemeindeverwaltung, das Standesamt, die Viehwaage und das Gemeindebad. 1968 verlor es seine letzten Aufgaben an das neu erbaute Hofheimer Bürgerhaus.
2006 wurde mit umfangreichen Renovierungsarbeiten begonnen. Nach deren Abschluss konnten die Räume für Ausstellungen, Feste und von Vereinen genutzt werden. Ab August 2015 wurde es dann, übergangsweise, zur Heimstatt des Kindergartens. Im Februar 2018 zog dann wieder die Stadtverwaltung, mit Trauzimmer und der Bücherei-Außenstelle, ein.

#### Pfarrkirche St. Michael
Dass die dem Heiligen Michael geweihte barocke Pfarrkirche der Gemeinde von Balthasar Neumann erbaut wurde, haben Kunsthistoriker erst zu Beginn des 20. Jahrhunderts anhand von Bauakten erschließen können. Bauherr war der Trierer Erzbischof Kurfürst Franz Georg von Schönborn in den Jahren 1747 bis 1754. Ein gotischer Vorgängerbau wurde abgerissen.
Es handelt sich um einen einschiffigen Kirchenraum mit 5/10-Chorapsis. Die dreiteilige Westfassade in weißem Putz, aus deren vorspringendem Mittelteil der dreigeschossige Turm mit Oculus, Rundbogenfenstern und Zwiebelhaube herauswächst, gegliedert mit Lisenen und einer großen Seitenvolute aus rotem Sandstein, ist typisch für Balthasar Neumanns Stil.
Über dem Eingang befindet sich das reich verzierte, von zwei Löwen gehaltene Wappen des Bauherrn mit Inschrift.
Die Meister der ebenfalls weitgehend aus dem 18. Jahrhundert stammenden Innenausstattung im Stil des Barock und Rokoko sind nur teilweise bekannt.
- Der Hochaltar im Chor und die beiden Seitenaltäre im Langhaus bilden ein harmonisches Ensemble. Alle drei Altäre weisen die gleiche stiltypische architektonische Grundform auf: Der Mittelteil ist flankiert von Marmorsäulenpaaren, diese wiederum flankiert von Heiligenskulpturen; auf den Kämpferplatten stehen Putten, und die Bekrönung bildet das Auge Gottes im Strahlenkranz. Beim Hochaltar ist der Mittelteil ein Gemälde, den Erzengel Michael mit dem getöteten Drachen darstellend, von Johann Conrad Seekatz (stark restauriert), bei den Seitenaltären beherbergen die Mittelnischen Steinskulpturen: Rechts Josef mit Christuskind auf dem Arm und links als Pendant dazu Maria mit Kind (Georg Rieger zugeschrieben). Die Flankenfiguren aus Stein sind am linken Seitenaltar Anna mit Maria, am Hochaltar die Apostel Petrus und Paulus und am rechten Seitenaltar der Heilige Sebastian. Vergleichsstudien von Gewändern und Köpfen der Rokokostatuen haben sie in Zusammenhang mit der Schule Paul Egells gebracht.
- An der Holzkanzel aus dem 18. Jahrhundert stellt eine Intarsienarbeit Johannes den Täufer dar.
- Von dem lokalen Holzschnitzer Rudolf Bergner stammt die „Taufe Christi“ auf dem barocken Taufbecken.
- Die Heilige Familie auf einer Konsole am südlichen Seiteneingang ist eine fränkische barocke Schnitzarbeit eines unbekannten Meisters.
- Der Kreuzweg (14 Ölgemälde) an den Langhauswänden wird dem süddeutschen Barock zugeordnet.
- Das Ölgemälde an der Nordwand (Verleihung des Rosenkranzes) wird um 1750 datiert. Es handelt sich hierbei um ein Gemälde der Rosenkranzbruderschaft.

Neben der Kirche steht ein lebensgroßes Rokoko-Sandsteinkruzifix als Kopie; das Original befindet sich, ebenso wie seine einstigen Flankenfiguren Maria und Johannes, im Mainzer Dom.

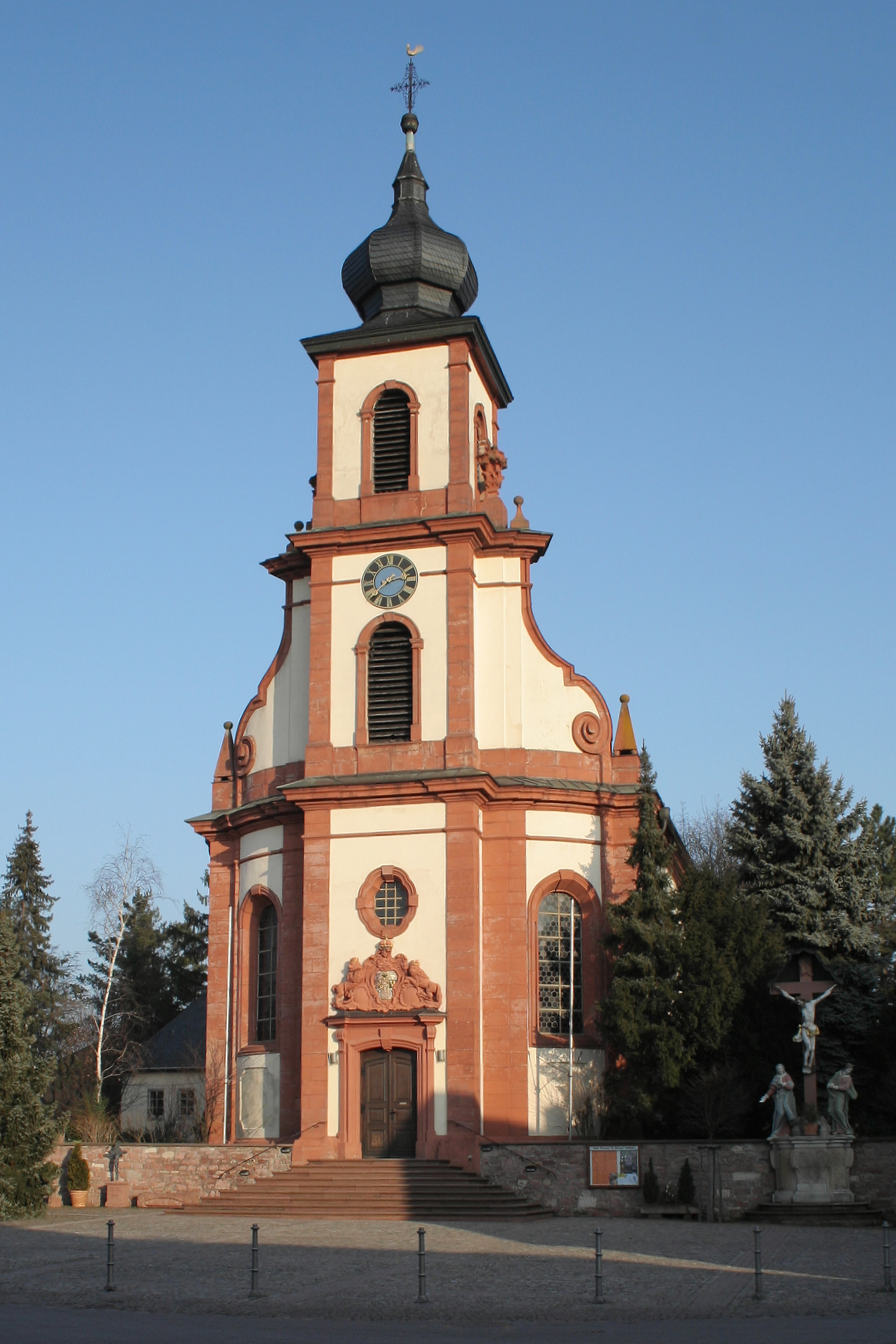
St. Michael in Hofheim (Balthasar Neumann)
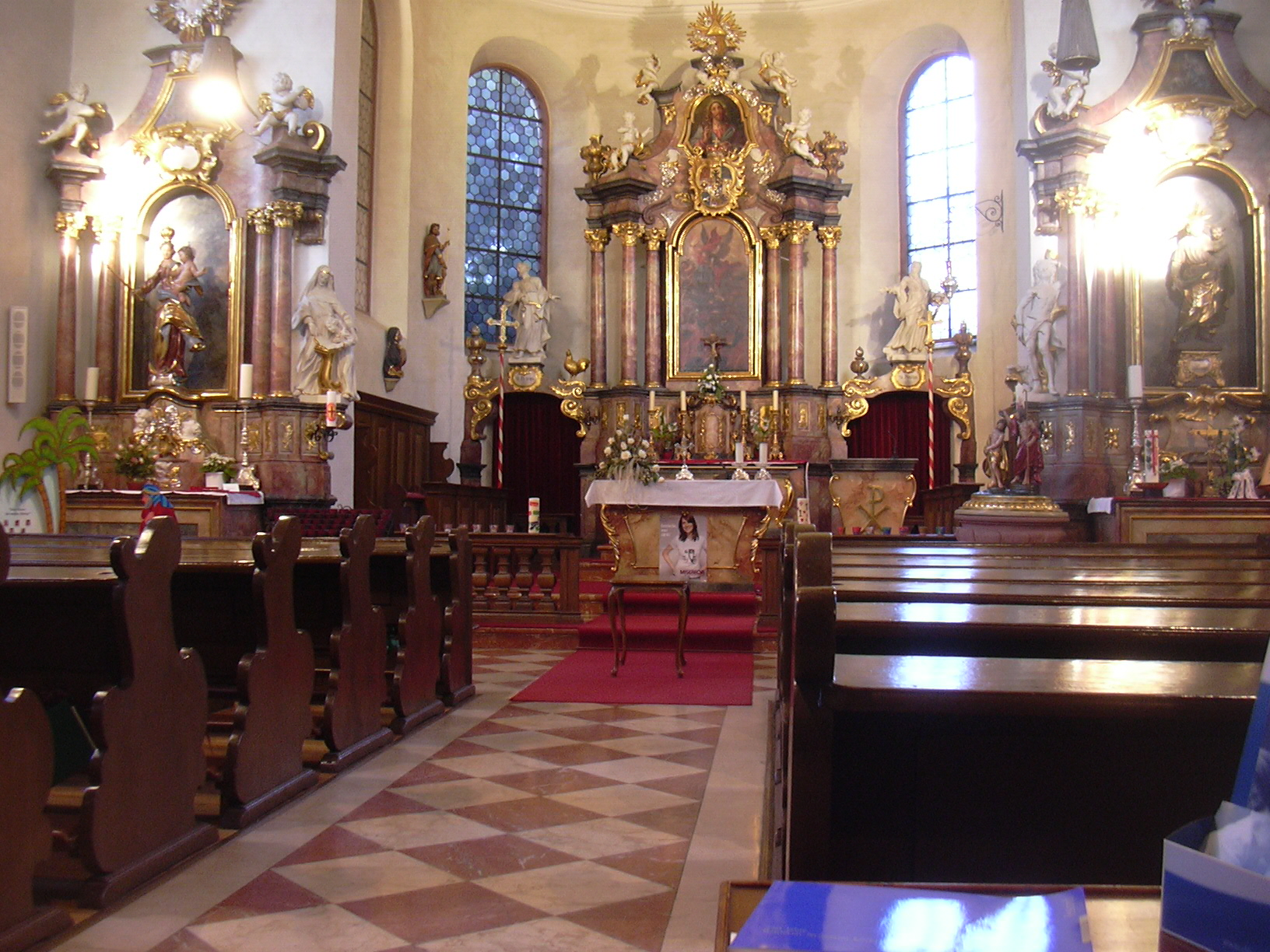
Barocker Innenraum mit drei aufeinander abgestimmten Altären
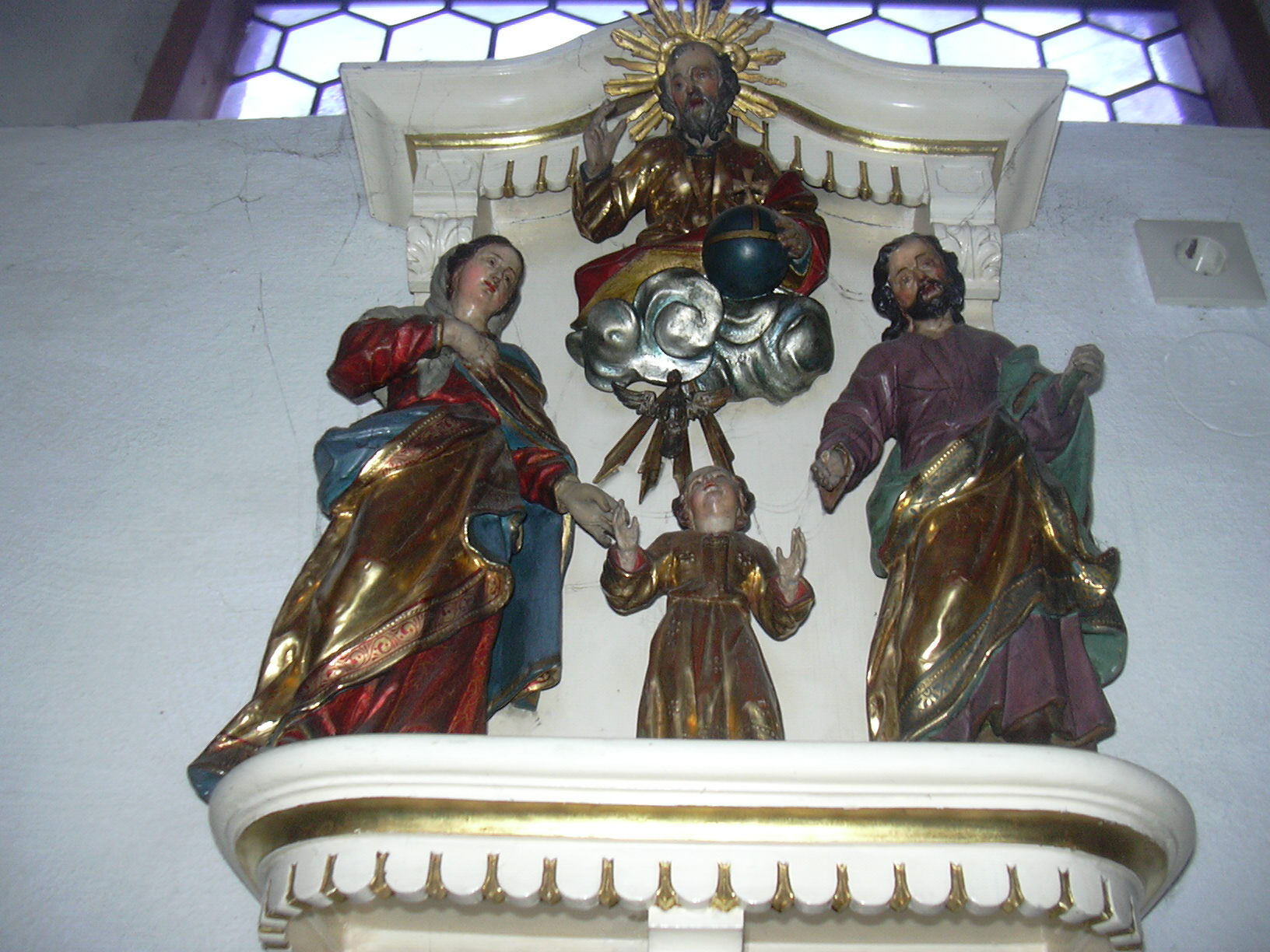
Heilige Familie, süddeutscher Barock

### Theater
Seit 1991 spielt die Hofheimer Theatergruppe „Die Krautstorze“ Stücke vom Klassiker bis zur Moderne Komödie in Hofheimer Mundart. Die Krautstorze verstehen sich als ein Amateurtheater, das dem Bund Deutscher Amateurtheater und dem Landesverband Hessischer Amateurbühnen angehört.

### In der Literatur
Hofheim ist Schauplatz des Romans Espenlaub von Leonie Ossowski.

### Sport
- Der ortsansässige Fußballverein FV Hofheim 1911 e. V. spielt in der Saison 2017/18 in der Kreisoberliga Bergstraße.

## Verkehr

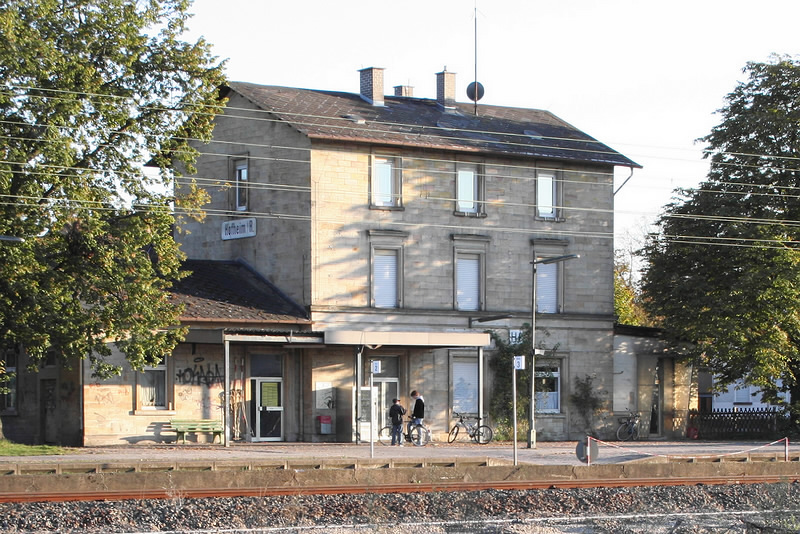
Das frühere Bahnhofsgebäude von Hofheim (Ried)

Der Bahnhof Hofheim (Ried) liegt an den Strecken Biblis–Worms und Worms–Bensheim (Nibelungenbahn). Regelmäßige Busverbindungen bestehen nach Lampertheim und Biblis. Die nächstgelegenen Autobahnanschlussstellen sind Lorsch mit der A 67 in zwölf Kilometer Entfernung, Worms mit Anschluss an die A 61 etwa zwölf Kilometer entfernt sowie Mannheim-Sandhofen mit der A 6 in fünfzehn Kilometer Entfernung. Der Flughafen Frankfurt Main ist etwa 58 Kilometer entfernt, der Handelshafen in Worms am Rhein ist in ca. sechs Kilometern zu erreichen.